# Merseburgi csata
A merseburgi csatát Merseburg mellett vívták, 933. március 15-én, amikor német oldalról I. Madarász Henrik vereséget mért a térségben portyázó magyar seregre.

## Előzmények
A magyarok 899 óta kalandoztak Észak-Itáliában és Németföldön, de a helyiek nem tudtak ellenük hatékonyan fellépni a magyar lovasíjászok harcmódja miatt.
Henrik német király 924-ben csatát vesztett a magyar csapatoktól a Mulde mentén Wurzen mellett és kénytelen volt Püchau an der Mulde várába visszahúzódni. „Történt azonban, hogy a szászok a magyarok egyik fejedelmét (quendam ex principibus) elfogták és bilincsekbe verve a király elé vezették.” 
A magyarok vezérükért (valószínűleg Zolta) rengeteg kincset ígértek, de Henrik inkább 9 éves (csak Szászországra vonatkozó) békét kötött a magyarokkal a vezérük elengedése fejében, hogy országának védelmét megerősíthesse és hadseregét modernizálni, gyakoroltatni tudja a magyarokkal szembeni későbbi sikeres hadakozás reményében.
Az évek során több várat emeltetett, városokat és kolostorokat övezett fallal.
„A seregszervezés tekintetében Henrik csakhamar tisztába jött, hogy csak olyan edzett, ügyes és a vakmerőségig bátor hadseregről lehet szó, amely a magyar csapatok összes fortélyaival szemben is megőrzi hidegvérét. Erre legalkalmasabbnak látszott a már bölcs Leo által is ajánlott tömött sorokban harcoló lovas had.” 
Az addig főleg gyalogosokból álló seregét ezért átszervezte lovas sereggé, melyet erős páncélzattal látott el, hogy a magyarok ellenében sikerrel vehesse fel a harcot. Az addig alkalmazott hűbéri rendszer (Heerbann) helyett, mely alapján évi 3 hónapot voltak a katonák kötelesek hadban állni, zsoldosrendszert alakított ki, melyben a csoportokba rendezett jobbágyok közül minden kilencedik fegyverben állt, gyakorlatozott, míg a többi nyolc gazdálkodott. Háború idején mindannyian az erődítményekbe húzódtak.
A sereget az elkövetkező évek alatt több csatában (I. Vencel cseh fejedelem, illetve az Elba-menti szlávok ellen) is sikeresen vetette be.
932-ban magyar követek jelentek meg Henriknél, hogy adót hajtsanak be rajta. Henrik ezt megtagadta, mire a magyarok elhatározták, hogy megbüntetik ezért.
933-ban erős magyar sereg indult Csehországon keresztül Szászország felé. A Saale folyónál a sereg két részre vált, hogy az egyik része Türingián át támadjon, miközben a sereg másik része Merseburg felé vegye az irányt. 
A szétszórtan Türingia felé nyomuló rabló és pusztító portyázó seregnek Sondershausen magasságában a Siegried és Hermann grófok vezérlete alatt álló szász és türingiai hadak útját állták és azt legyőzték, úgyhogy az emberek legnagyobb része elesett, foglyul esett vagy elpusztult. 
A másik magyar seregrész felé – mely Merseburg környékén pusztított – maga Henrik indult a seregével, és Riade mellett ütött tábort március 14-én. A magyar sereg szintén táborba vonult és – szokásuk szerint – nagy tüzekkel hívták gyülekezni a környéken portyázó kisebb csapatokat.

## A csata
Másnap, 933. március 15-én a magyar sereg csatarendbe állt, és várta a német sereg érkezését.
Nemsokára megérkezett Henrik is, aki könnyűfegyverzetű csapatait arra utasította, hogy próbálják a magyar csapatok egy részét lehetőleg alkalmatlan irányba csalni, miközben páncélos lovasságával egy tömbben a magyarok felé vonul.
Amikor a magyarok lőtávolságába értek, azok sűrű nyílzáport zúdítottak a német lovasokra, de az erre felkészített, páncélozott és nagyméretű pajzzsal felszerelt lovasokban a nyílzápot sok kárt nem tehetett. 
Ekkor a német lovasság a magyarokra zúdult, akik a megszokott taktikájukat követve megfutást színleltek. A magyarok meglepődve tapasztalták azonban, hogy nem a korábban megszokott módon, rendezetlenül kergetik őket – ami a magyarok taktikájának megfelelt volna – hanem zárt tömbben, ami ellen a magyarok nem tudtak mit tenni, így a színlelt futás valóságos menekülésbe csapott át.
Liudprand cremonai püspök említi, hogy a pogány magyarok „huj, huj” csatakiáltással vetették rá magukat a „Kyrie eleison” (Uram, irgalmazz) fohászát éneklő németekre. De a németek vezetője nagy taktikai érettségről tett tanúbizonyságot az összecsapás előtti utolsó eligazítás során: Henrik király a csata megkezdése előtt a következő tanácsot adta: „Amikor elkezditek a harcot, senki ne próbálja előzni a bajtársát, … , hanem egyik oldalról a pajzsoktól védve a pajzsokon fogjátok fel az első nyíllövéseket, azután … rohanjatok rájuk, hogy másodszor ne tudják kilőni rátok a nyilaikat mindaddig, amíg nem érzik a fegyvereitek által ütött sebeiket” (Győrffy: 1958, Liudprand: Antapodosius II/31)

## Következménye, hatása
A magyar sereg megfutott. A futás azt jelenti hogy jelentős emberveszteséget nem szenvedtek el. 
A csata következményeképpen megszűnt a német birodalom adófizetői jogállása, mindaddig Madarász Henrik a magyarok adófizetője volt. Magyar részről egy hadosztály vesztett csatát. Bulcsú hadvezér már 937-ben győzedelmes hadjáratot vezetett német és francia területekre, a csatavesztés hatása inkább lélektani volt: Bebizonyította, hogy a magyarokkal szemben a siker reményében föl lehet venni a harcot.

## Emlékezete
- A csata ezredéves emlékét őrzi Móra Ferenc Egy észre nem vett millenniumról című írása (megjelent Móra A fele sem tudomány című kötetében).